# Neroccio di Bartolomeo di Benedetto de' Landi

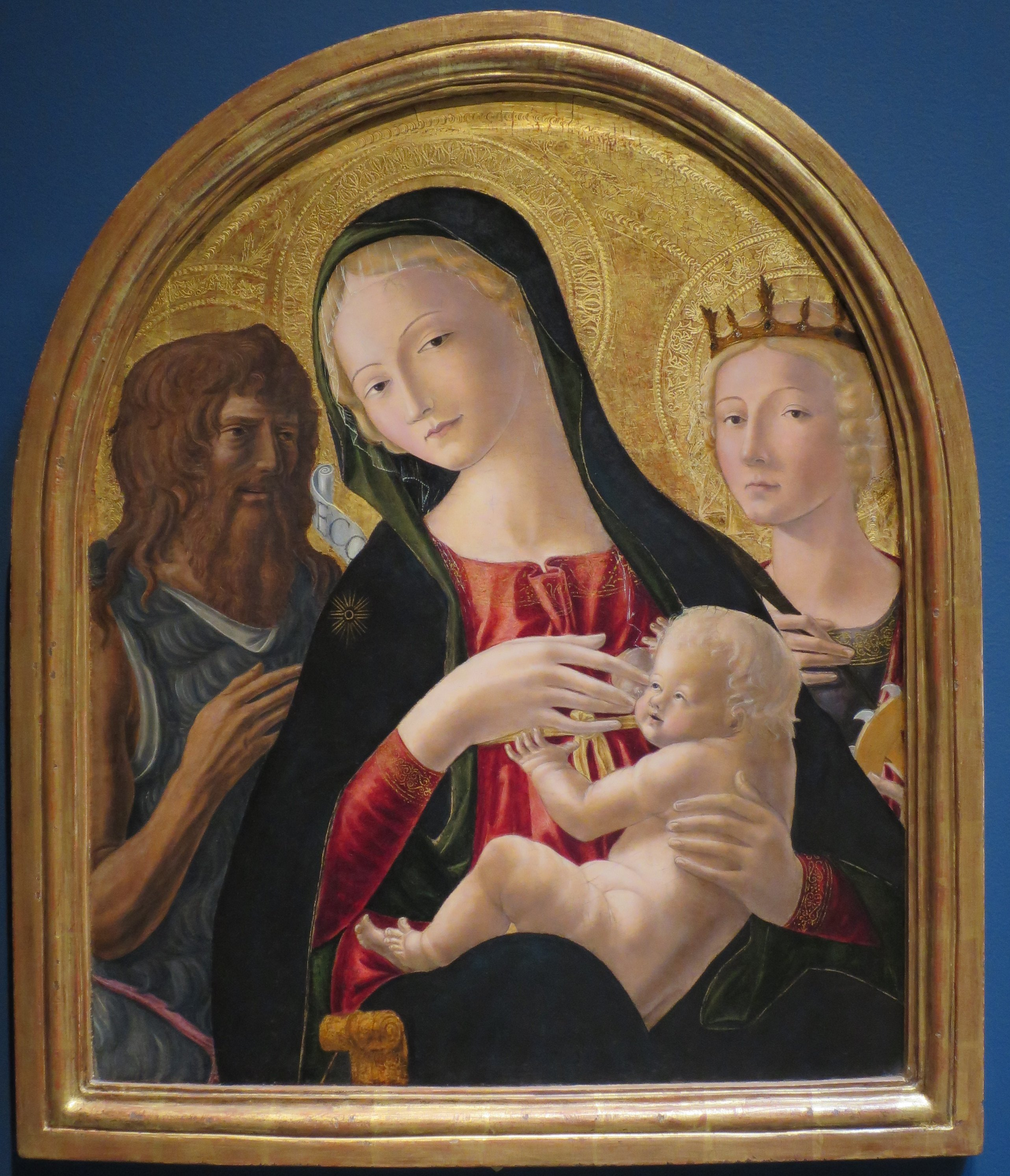
Maria en het Christuskind met Johannes de Doper en de Heilige Catharinae

Neroccio di Bartolomeo de' Landi (1447–1500) was een Italiaans schilder en beeldhouwer uit de vroege Renaissance of Quattrocento-periode in Siena. 
Neroccio di Landi was een leerling van Vecchietta. Na zijn leerperiode startte hij in 1468 een atelier met de kunstenaar Francesco di Giorgio. Samen met hem schilderde hij Scènes uit het leven van de heilige Benedictus, momenteel in de Uffizi in Florence en een Maria met kind, met de heilige Hieronymus en Bernardus, nu in de Pinacoteca Nazionale di Siena. In 1472 vervaardigde hij een schilderij met daarop een voorstelling van de Hemelvaart voor de Abdij Monte Oliveto Maggiore, en in 1475 vervaardigde hij een beeld van de Heilige Catharina van Siena, voor de kerk in Siena die aan haar werd gewijd. 
In 1475 koos Neroccio de'Landi ervoor om zijn carrière zonder Francesco di Giorgio voort te zetten. In 1483 ontwierp hij een deel van het mozaïekplafond voor de Kathedraal van Siena en de tombe voor de Bisschop Tomasso Piccolimini del Testa.
- Bibliothèque nationale de France: cb14965964f (data)
- Gemeinsame Normdatei: 123370418
- International Standard Name Identifier: 0000 0000 7105 3311
- Library of Congress Control Number: nr91029149
- Nationale Bibliotheek van Israël: 987007429470305171
- RKD-Nederlands Instituut voor Kunstgeschiedenis: 59152
- Istituto Centrale per il Catalogo Unico: NAPV161807
- SNAC: w6253dr4
- Système universitaire de documentation: 253503981
- Union List of Artist Names: 500007415
- Virtual International Authority File: 95726103
- WorldCat: E39PBJqqx6GwvpcjMXQQCMqbBP